# Boško Balaban
Boško Balaban, né le 15 octobre 1978 à Rijeka, est un footballeur international croate qui évoluait au poste d'attaquant.

## Carrière
Balaban fait ses débuts au NK Rijeka, ville où il est né. Redoutable attaquant, il rejoint la Premier League et Aston Villa en 2001 pour 9 millions d'euros. Ce transfert est un échec total. Bosko ne joue quasiment pas et n'inscrit aucun but pour le club anglais. Il est même élu plus mauvais transfert de l'année en Angleterre. En 2002, il est prêté au Dinamo Zagreb pour relancer sa carrière et arrive au FC Bruges en janvier 2004 où il marque énormément. Une fois débarrassé d'une blessure, Balaban fait preuve d'un sens du but exceptionnel notamment en tant que remarquable botteur de coups francs. Il est aussi connu comme ayant un caractère difficile rechignant souvent à travailler aussi bien sur le terrain qu'à l'entraînement. Il est malgré tout l'homme des buts importants pour Bruges en championnat comme en coupe d'Europe. À la fin de la saison 2006-2007, il retourne dans son ancien club, au Dinamo Zagreb.
Balaban est également international croate. Il fait ses débuts le 16 août 2000 et compte 35 sélections (10 buts).

## Clubs
- 1995-2000 : HNK Rijeka  Croatie
- 2000-2001 : Dinamo Zagreb  Croatie
- 2001-2002 : Aston Villa  Angleterre
- 2002-2004 : Dinamo Zagreb  Croatie
- 2004-2007 : FC Bruges  Belgique
- 2007-2009 : Dinamo Zagreb  Croatie
- 2009-2011 : Panionios  Grèce
- 2012 : Selangor FA  Malaisie

## Palmarès

### Avec leFC Bruges
- Champion de Belgique en 2005
- Vainqueur de la Coupe de Belgique en 2007

### Avec leDinamo Zagreb
- Champion de Croatie en 2003, 2008 et 2009
- Vainqueur de la Coupe de Croatie en 2001

## En sélection
- 35 sélections (10 buts) avec la sélection croate entre 2000 et 2007
- A été sélectionné pour les Coupes du monde 2002 (0 match) et 2006 (0 match).